# Hand in Hand mit dem Tod
Hand in Hand mit dem Tod (englischer Originaltitel: Happy Now) ist eine britische Krimikomödie aus dem Jahr 2001. Die Regie führte Philippa Collie-Cousins.

## Handlung
In der verschlafenen walisischen Kleinstadt Pen-y-Wig („Ende des Piers“) verschwindet der Teenager Jennifer. In Wirklichkeit stürzt sie bei einem Unfall unglücklich über ein Schaf und wird von den zwei beteiligten jungen Männern Joe (Jennifers Freund) und Glen, die zu diesem Zeitpunkt unter Drogeneinfluss stehen, im Wald begraben. Ein ortsansässiger Landstreicher, der Tin-Man, der Jennifer bei einer nächtlichen Autopanne helfen wollte, wird in einem Indizienprozess wegen Mordes angeklagt und zu lebenslanger Haft verurteilt. Die jungen Männer, die einzig von den wirklichen Umständen des Verschwindens wissen, schweigen jedoch, da sie um ihre Zukunft bangen.
14 Jahre später häufen sich plötzlich merkwürdige Zufälle in der idyllischen Stadt. Ein Mädchen namens Nicky, das der verschwundenen Jennifer bis aufs Haar gleicht, zieht mit ihrer Mutter in die Stadt. Zur gleichen Zeit wird der vermeintliche Mörder von damals unter Auflagen aus der Haft entlassen. Auch befasst sich der ambitionierte, erst kürzlich in die Stadt gezogene Polizist Max mit den merkwürdigen Umständen von Jennifers Verschwinden. Die wahren Beteiligten, inzwischen angesehene Bürger des Ortes, geraten aufgrund des ursprünglichen Geschehens zusehends unter Druck. Glen hat politisch Karriere gemacht und steht kurz vor einer entscheidenden Wahl. Joe, der den Unfall mit Jennifer damals eigentlich melden wollte, leidet fortan an Flashbacks und Alpträumen. Er ist sich auch nicht sicher, ob Jennifer damals bei ihrer Beseitigung wirklich tot war.
Schließlich fassen sie einen mörderischen Plan, um ihre dunkle Vergangenheit ein für alle Mal zu begraben. Sie wollen Nicky beseitigen und wiederum Tin-Man als Täter dastehen lassen, wobei Glen vorrangig die Fäden bei diesem perfiden Plan zieht.
Letztlich kommt es beim Versuch, Nicky im Wald zu töten, zwischen Joe und Glen zu einem Streit, woraufhin Joe Glen erschießt. Von der Vergangenheit immer noch verfolgt, versucht Joe auch Nicky zu töten, kann jedoch vom Polizisten Max überzeugt werden, von seinem Plan abzusehen und sich zu stellen.

## Kritik
Das Lexikon des internationalen Films urteilte, der Film sei eine „atmosphärisch dicht inszenierte, überzeugend gespielte schwarze Komödie“.